# Live at Grimey's
Live at Grimey's es un EP en vivo hecho por la banda norteamericana de thrash metal, Metallica. El EP se grabó en vivo el 12 de junio de 2008 en The Basement, un local bajo Grimey's New & Preloved Music en Nashville, Tennessee, justo antes de su presentación en el Festival de Música Bonnaroo. Se lanzó el 26 de noviembre de 2010 en CD y vinilo, y está disponible en tiendas de discos independientes, así como en el sitio web de la banda. Durante su primera semana llego a vender 3.000 copias.

## Lista de canciones
| N.º | Título                      | Duración |  |
| 1.  | «No Remorse»                | 4:54     |  |
| 2.  | «Fuel»                      | 4:28     |  |
| 3.  | «Harvester of Sorrow»       | 6:18     |  |
| 4.  | «Welcome Home (Sanitarium)» | 7:29     |  |
| 5.  | «For Whom the Bell Tolls»   | 9:52     |  |
| 6.  | «Master of Puppets»         | 8:45     |  |
| 7.  | «Sad but True»              | 5:51     |  |
| 8.  | «Motorbreath»               | 3:13     |  |
| 9.  | «Seek & Destroy»            | 7:51     |  |